# Вітковиці (футбольний клуб)
Муніципальний футбольний клуб «Вітковиці» (чеськ. Městský fotbalový klub Vítkovice) — чеський футбольний клуб з однойменного району Острави, заснований у 1919 році. Виступає у Третій лізі. Домашні матчі приймає на Міському стадіоні, місткістю 15 213 глядачів.

## Досягнення
- Чемпіонат Чехословаччини
  - Чемпіон (1): 1985–86
- Кубок УЄФА
  - Чвертьфіналіст (1): 1987-88.